# 4-я сессия Комитета всемирного наследия ЮНЕСКО

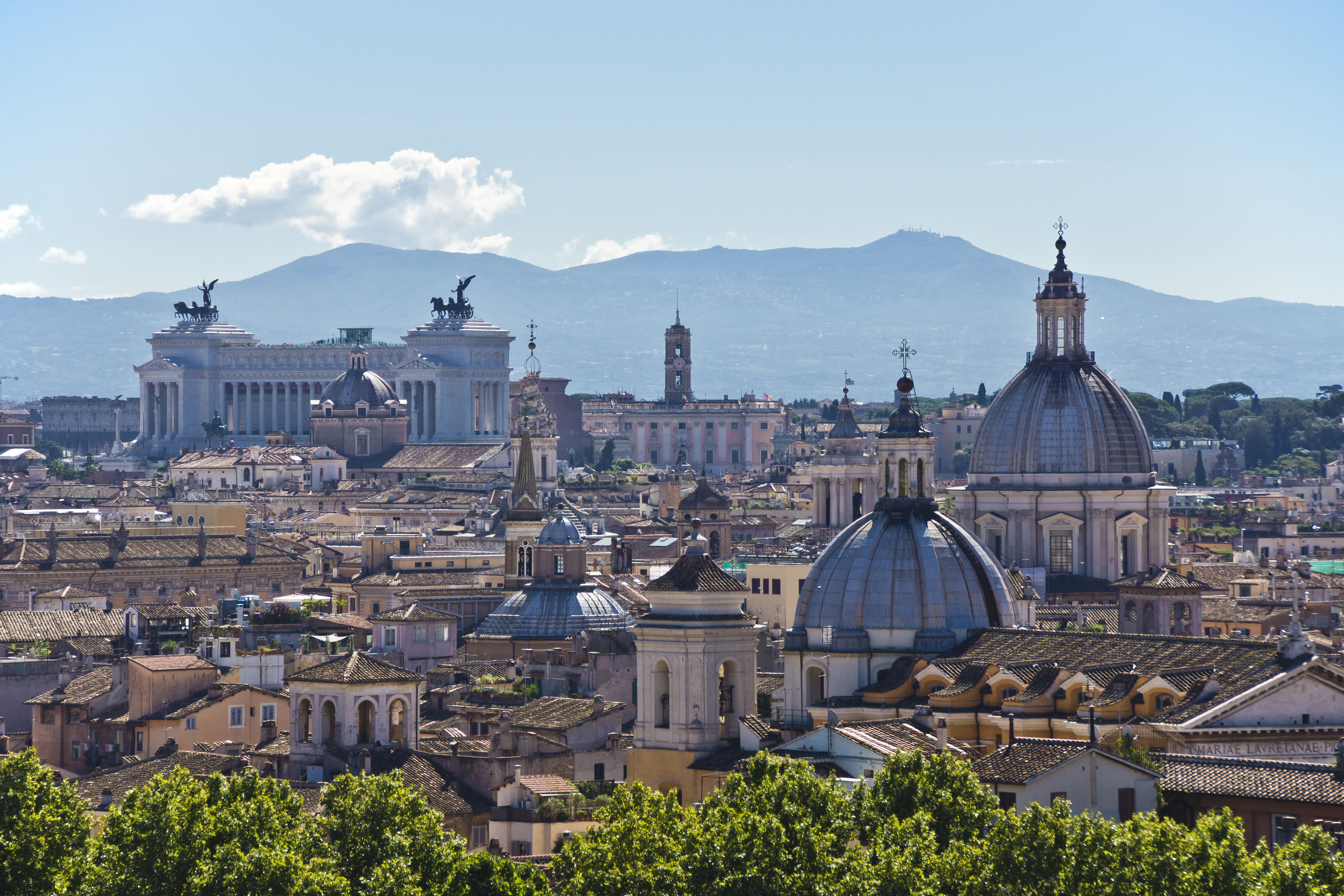
Рим

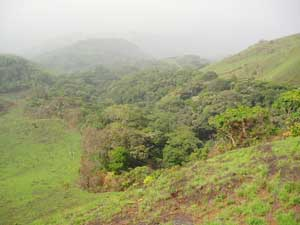
Гарамба (национальный парк)

4-я сессия Комитета всемирного наследия ЮНЕСКО проходила с 1 по 5 сентября 1980 года в Париже, Франция. Было подано 28 заявок для внесения в список всемирного наследия. Одобрено 23 объекта культурного и 5 природного наследия. Таким образом, общее число объектов всемирного наследия достигло 85 (65 культурного наследия, 18 природного наследия и 2 смешанного типа).

## Объекты, внесённые в список всемирного наследия

### Культурное наследие
Алжир: Крепость Аль-Кала в древнем городе Бени-Хаммад эпохи Хаммадидов
Бразилия: Исторический центр Ору-Прету
Канада: Бёрджес-Шейл (в 1984 году включён в состав парка Скалистых гор, в 1990 году расширен)
Кипр: Древний город Пафос (Кипр)
Эфиопия: Древний город Аксум (город)
Эфиопия: Долина нижнего течения реки Аваш
Эфиопия: Долина нижнего течения реки Омо
Эфиопия: Археологические памятники Тийа
Гана: Традиционные постройки народа Ашанти
Гондурас: Город индейцев Майя Копан
Италия / Ватикан: Церковь и доминиканский монастырь Санта-Мария-делле-Грацие c фреской Леонардо да Винчи
Италия: Исторический центр Рима и владения Ватикана, пользующиеся правами экстерриториальности, включая церковь Сан-Паоло-фуори-ле-Мура (расширен в 1990 году)
Мальта: Святилище Хал-Сафлиени
Мальта: Город Валлетта
Мальта: Мегалитические храмы Мальты (расширен в 1992 году)
Норвегия: Шахтёрский город Рёрус и его окрестности (расширен в 2010 году)
Пакистан: Археологические руины Мохенджо-Даро
Пакистан: Древний город Таксила
Пакистан: Руины буддийского монастыря Тахти-Бахи и города Шахри-Бахлол
Панама: Укрепления на карибском побережье Панамы: Портобело и Сан-Лоренцо
Польша: Исторический центр Варшавы
Сирия: Старый город Босра
Сирия: Руины древнего города Пальмира

### Природное наследие
Конго: Национальный парк Кахузи-Биега
Конго: Национальный парк Гарамба
США: Национальный парк Редвуд
Тунис: Национальный парк Ишкёль
Черногория: Национальный парк Дурмитор (расширен в 2005 году)